# Institut d'histoire de l'Ukraine
L'Institut d'histoire de l'Ukraine est un institut de recherche ukrainien qui fait partie du département d'histoire, de philosophie et de droit de l'Académie nationale des sciences d'Ukraine (ANSU) et étudie un large éventail de problèmes liés à l'histoire de l'Ukraine. L'institut est situé à Kiev.

## Histoire

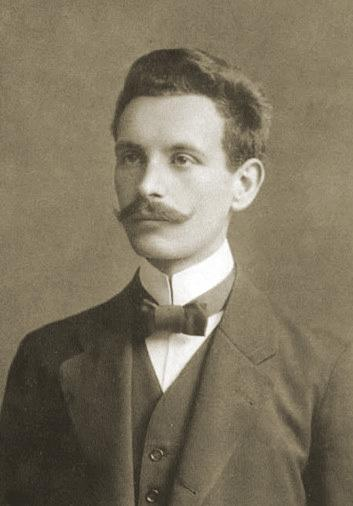
Ivan Krypiakevytch

L'institut a été créé sur décision du Comité central du parti communiste d'Ukraine (en) le 23 juillet 1936 et du Présidium de l'Académie des sciences de la RSS d'Ukraine le 27 juillet 1936, sur la base de plusieurs départements et commissions de l'académie et de l'Association panukrainienne des instituts Marx-Lénine.
À l'origine, il était composé de trois départements : histoire de l'Ukraine à l'époque du féodalisme, histoire de l'Ukraine à l'époque du capitalisme et de l'impérialisme, et histoire de l'Ukraine à l'époque soviétique.
Après l'annexion de la Pologne orientale par l'Union soviétique pendant la Seconde Guerre mondiale, une branche de l'institut a été établie à Lviv, en Ukraine occidentale, sous la direction d'Ivan Krypiakevitch. Après la guerre, en 1946, la branche a été liquidée. En 1951, la branche de Lviv fut réactivée dans le cadre de l'Institut d'études sociales de l'Académie des sciences de l'URSS (aujourd'hui connu sous le nom de Institut d'études ukrainiennes Krypiakevych.
Pendant la Seconde Guerre mondiale, l'institut a été évacué à Oufa, République socialiste soviétique autonome bachkire, où il est devenu, avec l'Institut d'archéologie de la RSS d'Ukraine AS, un département d'histoire et d'archéologie de l'Institut d'études sociales  de la RSS d'Ukraine. Il est retourné à Kiev le 25 mars 1944. Le 17 juillet 1944, l'institut a été reconstitué avec quatre départements : histoire du féodalisme, histoire du capitalisme, histoire de la période soviétique, histoire de l'archéographie. En 1945, l'Institut d'histoire de l'Ukraine comptait 13 scientifiques, dont 3 docteurs en sciences et 7 candidats en sciences.
Le 9 juin 1944, le Comité de l'Union pour les affaires de l'enseignement supérieur a confirmé sa décision d'avant-guerre d'accorder au conseil de la faculté de l'institut le droit d'accepter pour examen les mémoires des candidats et de décerner, sur la base de la soutenance de thèse, un diplôme scientifique de candidat en sciences historiques spécialisé en "histoire de l'Ukraine" et en "histoire de l'URSS". En 1950, l'institut comptait huit départements : histoire du féodalisme, histoire du capitalisme, histoire de la société soviétique, histoire militaire, histoire des pays de démocratie populaire, historiographie et fonds historiques, histoire mondiale et relations internationales, archéographie.
Dans l'esprit des directives du Comité central du Parti communiste ukrainien de 1947, un livre en deux volumes intitulé "Histoire de la RSS d'Ukraine" (1953-1957) a été préparé. Dans le cadre de la célébration du 300e anniversaire de l'annexion de l'Ukraine à l'État russe, un recueil de documents intitulé L'union de l'Ukraine avec la Russie (russe : Воссоединение Украины с Россией, Moscou, 1953) a été préparé, ainsi que des textes écrits pour la monographie collective La guerre de libération de 1648-1654 et l'union de l'Ukraine avec la Russie (Kiev, 1954). Depuis 1955 l'institut avait six départements : histoire de la société soviétique, histoire du capitalisme, histoire du féodalisme, histoire des pays de démocratie populaire, histoire mondiale et relations internationales, archéographie. En 1960, le département d'histoire de la société soviétique a été divisé en deux : histoire de la grande révolution socialiste d'octobre et de la guerre civile, histoire du développement socialiste et communiste.

## Publications
L'institut publie le Journal historique ukrainien (ukrainien : Український історичний журнал)

## Personnalité(e)s lié(e)s
- Olena Styajkina.